# Rhynchocalamus satunini
Espèce
Synonymes
- Contia satunini Nikolsky, 1899
- Rhynchocalamus melanocephalus satunini (Nikolsky, 1899)
- Oligodon melanocephalus septentrionalis Werner, 1905

Rhynchocalamus satunini  est une espèce de serpents de la famille des Colubridae.

## Répartition
Cette espèce se rencontre dans l'est de la Turquie, en Irak, en Iran, en Arménie et en Azerbaïdjan.

## Publication originale
- Nikolsky, 1899 : Contia statunini n. sp., and Agama ruderata Oliv., from Transcaucasia [in Russian]. Annuaire Musée Zoologique de l’Académie Impériale des Sciences de St.-Pétersbourg, vol. 4, p. 449-451.